# C.A.A.F.J. Brun
Carl August Adalbert Franciscus Johannes Brun (født 7. juni 1824 på Krogerup, død 4. marts 1898) var en dansk generalmajor i artilleriet og kammerherre.
Han var søn af C.F.B. Brun og broder til P.E.C. Brun, Fritz Brun og Alexander Brun. Brun blev student fra Sorø Akademi 1841.
1882 blev han medlem af direktionen for Tontinen af 1800. Han nævnes i dette år som konferensråd, Ridder af Dannebrog og Dannebrogsmand.
Han var gift med Ella Amalie Brun, f. Bluhme (1838-1905) og fader til Constantin Brun, Charles Brun samt lægerne Erik Brun (1867-1915) og Axel Brun (1870-1958).